# Tulsita
Tulsita è un census-designated place (CDP) degli Stati Uniti d'America della contea di Bee nello Stato del Texas. La popolazione era di 14 abitanti al censimento del 2010.

## Geografia fisica
Secondo lo United States Census Bureau, il CDP ha una superficie totale di 0,75 km², dei quali 0,75 km² di territorio e 0 km² di acque interne (0% del totale).
La U.S. Route 181 passa attraverso la comunità, che porta a sud 18 miglia (29 km) a Beeville, che è il capoluogo della contea, e a nord 12 miglia (19 km) a Kenedy.

## Società

### Evoluzione demografica
Secondo il censimento del 2010, la popolazione era di 14 abitanti.

### Etnie e minoranze straniere
Secondo il censimento del 2010, la composizione etnica del CDP era formata dal 92,86% di bianchi, lo 0% di afroamericani, lo 0% di nativi americani, lo 0% di asiatici, lo 0% di oceanici, il 7,14% di altre razze, e lo 0% di due o più etnie. Ispanici o latinos di qualunque razza erano il 7,14% della popolazione.